# Günther Schlegelberger
Günther Schlegelberger (* 29. September 1909 in Berlin; † 23. März 1974 in Panama-Stadt) war ein deutscher Diplomat.

## Leben
Günther Schlegelberger kam als Sohn des damaligen Richters und späteren Staatssekretärs im Reichsjustizministerium und kommissarischen Justizministers in der Zeit des Nationalsozialismus Franz Schlegelberger zur Welt. Sein Bruder war Hartwig Schlegelberger. Er machte 1927 auf dem Fichtegymnasium in Berlin-Wilmersdorf Abitur, studierte Geschichte, Volkswirtschaft, Philosophie und Rechtswissenschaft an der Humboldt-Universität zu Berlin. 1935 wurde er mit dem Thema Die Fürstin Daschkowa, Eine biographische Studie zur Geschichte Katharinas II. zum Dr. phil. promoviert. Von 1937 bis 1939 studierte er in Budapest an der Loránd-Eötvös-Universität. Von 1940 bis 1942 war er als Wissenschaftlicher Hilfsarbeiter im Außenministerium von Joachim von Ribbentrop beschäftigt. Von 1943 bis 1945 diente er in der Wehrmacht.
1951 wurde Schlegelberger wieder in den auswärtigen Dienst übernommen. Ab 1955 war er stellvertretenden Leiter der Kulturabteilung des Auswärtigen Amtes. Von 1958 bis 1963 war er Generalkonsul in Kōbe. Von 1965 bis 1968 war er als Botschaftsrat I. Klasse ständiger Vertreter des Botschafters in Rio de Janeiro. Von 1968 bis 1971 war er ständiger Vertreter des Botschafters in Bern.
| Vorgänger                                  | Amt                                                                             | Nachfolger                |
| ------------------------------------------ | ------------------------------------------------------------------------------- | ------------------------- |
| Friedrich Leopold Freiherr von Fürstenberg | Botschafter der Bundesrepublik Deutschland in Manila/Philippinen Juni 1963–1964 | Franz Ferring             |
| York Alexander von Wendland                | Botschafter der Bundesrepublik Deutschland in Vietnam Juni 1964–November 1965   | Hasso Rüdt von Collenberg |
| Kajus Köster                               | Botschafter der Bundesrepublik Deutschland in Panama 1971–1974                  | Adolf Ederer              |